# Фінансова криза в Португалії
Фінансова криза в Португалії у 2010–2014 роки, була частиною більш широкого спаду португальської економіки, який розпочався 2001 року і, можливо, закінчився в 2016–17 роках. Час з 2010 по 2014 рік був, мабуть, найважчою та найскладнішою частиною всієї економічної кризи; цей проміжок був відзначений міжнародною допомогою Португалії у 2011–14 роках і напруженою політикою жорсткої економії, інтенсивнішою, ніж у будь-який інший період тривалої кризи 2001–17 років. Економічне зростання в Португалії зупинилося в 2001–02 роках. Після років внутрішньої економічної кризи, Світова фінансово-економічна криза 2008 року, почала вражати Португалію і врешті призвела до того, що країна не змогла погасити чи рефінансувати свій державний борг без допомоги третіх сторін. Щоб запобігти становищу з неплатоспроможністю в умовах боргової кризи, Португалія подала заявку в квітні 2011 року на програми виплат та залучила накопичені 78,0 млрд євро з Міжнародного Валютного Фонду (МВФ), Європейського Механізму Фінансової Стабілізації (EFSM) та Європейського фонду фінансової стабільності (EFSF). Португалія вийшла з програми міжнародної допомоги в травні 2014 року — того ж року, коли позитивне економічне зростання повторилося після трьох років спаду. 2016 року, уряд досяг дефіциту бюджету в 2,1% (найнижчий з часу відновлення демократії 1974 року), а 2017 року, економіка зросла на 2,7% (найвищий темп зростання з 2000 року).

## Причини

### Економічна криза 2000-х років
На відміну від інших європейських країн, які також дуже постраждали від Світової фінансово-економічної кризи наприкінці 2000-х та отримали допомогу на початку 2010-х (наприклад, Греція та Ірландія), в Португалії 2000-ті не були відзначені економічним зростанням, натомість вже були періодом економічної кризи, позначеної стагнацією, двома рецесіями (у 2002...2003 та 2008...2009 роках і заходами бюджетної економії, запровадженими урядом, задля зменшення дефіциту бюджету до меж, дозволених Пактом про стабільність та зростання Європейського Союзу. З початку 1960-х до початку 2000-х років, Португалія пережила три періоди сталого економічного зростання та соціально-економічного розвитку (приблизно з 1960 по 1973 рік, з 1985 по 1992 рік і з 1995 по 2001 рік), завдяки чому ВВП країни на душу населення становив зростання з 39% від середнього по Північній та Центральній Європі рівня 1960 року, до 70% у 2000 році. Хоча до 2000 року Португалія була все ще найбіднішою країною Західної Європи, проте вона досягла рівня зближення з розвиненими економіками в Центральній та Північній Європі, що не мало прикладів у попередні століття. Португалія все ще добре увійшла у 2000-і роки, показавши майже 4%-у стрімкість зростання ВВП 2000 року, але згодом темпи зростання сповільнилися протягом 2001року та склали 2,0%, і таке несподіване уповільнення було однією з причин, через які дефіцит бюджету уряду досяг 4,1%. Отож Португалія, стала першою країною єврозони, котра чітко порушила обмеження в розмірі 3% від дефіциту бюджету, і це відкрило процедуру надмірного дефіциту, яка є офіційною процедурою ЄС. Дострокові вибори 2002 року, привели до влади соціал-демократів на чолі з Жозе Мануелем Дурау Баррозу; його уряд був відзначений введенням жорсткої фіскальної політики жорсткої економії та структурних реформ, в основному виправданих потребою скорочення бюджетного дефіциту, набором заходів, розроблених його міністром фінансів Мануелою Феррейрою Лейте. Португальська економіка збільшилась на 0,8% 2002 року, була в рецесії 2003 року (-0,9%) і зросла на 1,6% у 2004 році. Феррейрі Лейте вдалося утримати дефіцит бюджету на рівні 2,9% і 2003, і 2004 року, але шляхом одноразових і надзвичайних заходів. Інакше дефіцит би досяг 5% позначки. Тим часом, у першій половині 2000-х років також закінчилася тенденція до зменшення відношення державного боргу до ВВП Португалії, яке відзначалося у 90-х роках: співвідношення збільшилося з 53% у 2000 році до 62% 2004 року. (Коефіцієнт перевищив дозвільну межу SGP 60%, 2003 року).